# Orava (Gemeinde)
Orava (deutsch: Waldeck) ist eine ehemalige Landgemeinde im estnischen Kreis Põlva mit einer Fläche von 175,6 km². Sie hatte 816 Einwohner (Stand: 5. November 2009). Im Rahmen der Gemeindereform 2017 wurde Orava Teil der Landgemeinde Võru und wechselte in den Kreis Võru.

## Geografie
Orava liegt 285 km von Tallinn und 42 km von Põlva entfernt. Neben dem Hauptort Orava gehörten zur Landgemeinde die Dörfer Hanikase, Jantra, Kakusuu, Kamnitsa, Kliima, Kõivsaare, Kõliküla, Korgõmõisa, Kõvera, Lepassaare, Liinamäe, Luuska, Madi, Marga, Oro, Pääväkese, Päka, Piusa, Praakmani, Rebasmäe, Riihora, Rõssa, Soe, Soena, Suuremetsa, Tamme, Tuderna und Vivva.
Orava ist bekannt für seine vielfältige Natur. Die vier Seen Orava, Solda, Mustjärv und Kõvera sowie die Wälder laden zur Erholung ein. Nahe dem Ort Piusa liegt eines der größten Vorkommen von Quarzsand in Estland.

## Persönlichkeiten
- Gottlieb Ast (* 1874 in Orava; † 1919 in Tallinn), estnischer Jurist und Politiker, Bürgermeister von Tallinn
- Karl Ast (* 1886 in Orava; † 1971 in New York City), estnischer Schriftsteller und Politiker, Mitglied des estnischen Parlaments